# Bibșceanî, Zolociv
Bibșceanî (în ucraineană Бібщани) este localitatea de reședință a comunei Bibșceanî din raionul Zolociv, regiunea Liov, Ucraina.

## Demografie
Componența lingvistică a localității Bibșceanî
     Ucraineană (100%)
Conform recensământului din 2001, toată populația localității Bibșceanî era vorbitoare de ucraineană (100%).